# Mariusz Kowalski (siatkarz)
Mariusz Kowalski (ur. 20 marca 1972) – polski siatkarz, grający na pozycji libero i przyjmującego.
Piłkę siatkową zaczął uprawiać w trzeciej klasie szkoły podstawowej. Karierę sportową rozpoczynał w Hutniku Kraków. Jego pierwszym trenerem był Zbigniew Klecha.
Potem grał w Wawelu, Okocimskim Brzesko i Jokerze Piła.
Obecnie reprezentuje barwy Avii Świdnik, uczestniczącej w I lidze (zaplecze PLS-u).

## Osiągnięcia
- wicemistrzostwo Polski Seniorów
- Puchar Polski
- Mistrzostwo spartakiady
- Mistrzostwo Polski juniorów
- wicemistrzostwo Polski juniorów